# Abu-Bakr at-Turtuixí
Abu-Bakr Muhàmmad ibn al-Walid at-Turtuixí (àrab: أبو بكر محمد بن الوليد الطرطوشي, Abū Bakr Muḥammad b. al-Walīd aṭ-Ṭurṭūxī), també anomenat Ibn Abi-Ràndaqa (àrab: ابن أبي رندقة, Ibn Abī Randaqa) o Ibn Abi-Ràndaqa at-Turtuixí (Turtuixa, 1059 - Alexandria, 1126) va ser un estudiós andalusí del dret malikita, la sunna i l'aritmètica. Estudià a Saraqusta, Bagdad, Bàssora, Damasc, Jerusalem i Egipte. Es quedà al Pròxim Orient per exercir de professor. Va escriure una trentena d'obres sobre l'Alcorà, el dret (fiqh) i la moral. D'aquestes, en destaca el tractat de política titulat Llàntia dels prínceps, que va escriure com a manual d'educació de prínceps el 1122, tot i que era més teòric i moral que no pas pràctic.
Va dur sempre una vida ascètica per ser un model per a la societat i el preocupaven especialment les qüestions religioses.

## Obres
- Abu Bakr al-Turtusi : Sirag al-Muluk; el Caire; 1900/1901 (traducció en castellà: M. Alarcón (trad.) : Lámpara de los príncipes; Madrid; 1930)